# Mike Steiner
Klaus-Michel (Mike) Steiner (* 8. Juli 1941 in Allenstein; † 3. Januar 2012 in Berlin) war ein deutscher Maler und Pionier der Videokunst. Er eröffnete das Künstlerhotel Hotel Steiner und die Studiogalerie als Orte der künstlerischen internationalen Avantgarden in Berlin und förderte innovative Kunstformen, wie z. B. Fluxus und Performance. Er erschuf außerdem das revolutionäre Format Videogalerie (1985–1990), in dem er Beiträge zur Videokunst im deutschen Fernsehen produzierte, moderierte und sendete. Als Künstler experimentierte er mit mehreren Kunstgattungen, Techniken und Stilen und arbeitete häufig medienübergreifend.
Neben seiner Tätigkeit als (Video)künstler, Galerist und Initiator von Performances in seiner legendären Berliner Studiogalerie, sammelte er Kunstvideotapes, die sich im Laufe seines Lebens zu umfassenden Sammlungen und Zeugnissen der Videokunst entwickelten.

## Biografie
Klaus-Michael Steiner wurde am 8. Juli 1941 als zweites von drei Kindern im ostpreußischen Allenstein (heute das polnische Olsztyn) geboren. Dort besaß die alt ostpreußische Adelsfamilie seiner Mutter ein Zuchtgestüt. Das Gestüt bei Allenstein diente Steiners Vater, dem jüdischen Dipl.-Kaufmann Klaus-Michel Steiner, mit seiner Frau, der Dipl.-Handelslehrerin Gerda Steiner, geb. Schacht, und ihren gemeinsamen Kindern während des Zweiten Weltkriegs als Refugium.
Steiner verbrachte große Teile seiner Kindheit und Jugend in West-Berlin. Erstes Interesse am Film zeigte er während seiner Schulzeit. Er begann eine Lehre im Filmkopierwerk der Berliner Universum-Film AG (UFA). Nach drei Monaten setzt er die Schule bis zum Abitur fort. Während dieser Zeit begann sein privates Interesse für die Malerei. Mit nur 17 Jahren trat Steiner im Frühling 1959 als einer der jüngsten Künstler auf der Großen Berliner Kunstausstellung (GBK) zum ersten Mal öffentlich in Erscheinung. Dort präsentierte er auch das im vorherigen Jahre entstandene Gemälde Stillleben mit Krug.
Im Winter 1960 stellte Steiner in der vom Kreuzberger Amt für Kunst organisierten Ausstellung Kreuzberger Künstlergruppen aus. Zusammen mit deren Gründungsvätern Peter Sauernheimer, Traudbert Erbe und Herbert Weitemeier vertrat er die neu gegründete Künstlerselbsthilfegalerie Kreuzberger Forum, einem wichtigen Treff- und Kristallisationspunkt der Kreuzberger Bohème. Noch bis 1965 nahm Steiner regelmäßig an Ausstellungen im Kreuzberger Forum teil.
Im Jahr 1961 schrieb der 20-jährige Steiner sich in West-Berlin an der Staatlichen Hochschule für bildende Künste ein. Er startete das Studium der „Freien Kunst“ mit einer einjährigen Grundlehre in der Klasse von Hans Jaenisch. Dann nahm ihn Hans Kuhn in seine Malereiklasse auf. In den Jahren 1966 und 1967 hatte Steiner den ersten Vorsitz im Allgemeinen Studierendenausschuss (AstA) der Staatlichen Hochschule für bildende Künste Berlin inne. Im Mai 1963 fand Steiners erste Einzelausstellung in der Galerie der Volkshochschule statt. Im folgenden Jahr erregte er in Großstädten wie Berlin und Wolfsburg mit seiner Malerei Aufsehen. Zu mehreren Gruppenausstellungen und der Teilnahme an Kunstwettbewerben gesellte sich im Winter 1964 seine zweite Einzelausstellung in der West-Berliner Blue Note Gallery.
Mit einem viermonatigen Stipendium der Ford Foundation kam Steiner 1965 erstmals in die USA, wo ihm Kulturinstitutionen mehrerer amerikanischer Städte vorgestellt wurden. Zurück in West-Berlin beschaffte er sich ein Einwanderungsvisum für die USA und brach bald nach New York auf. Ein Auftrag für eine Wandmalerei in einer Schule/Kindergarten erlaubte es ihm, länger in Amerika zu bleiben. Letztendlich arbeitete er auch im Kunstbuchhandel, knüpfte Kontakte zu Galerien und hatte erste Erfolge mit seiner Informellen Malerei. Er bewohnte ein Zimmer bei der deutschstämmigen Künstlerin und Kunstjournalistin Lil Picard. Als Größe im Umfeld von Fluxus, Happening und Pop Art führte sie Steiner in die New Yorker Kunstszene ein. So machte er u. a. Bekanntschaft mit Al Hansen und Allan Kaprow, dem Vater des Happenings und ging im Atelier von Robert Motherwell ein und aus. Ein drohender Einzug zum US-Militär veranlasste Steiner 1967 nach Deutschland zurückzukehren.
Am 4. Juli 1967 schloss Steiner sein Studium an der Staatlichen Hochschule für bildende Künste Berlin mit der Ernennung zum Meisterschüler ab. Als einer der vielversprechendsten jungen Künstler Berlins war Steiners Malerei u. a. zusammen mit Werken von Georg Baselitz und Karl Horst Hödicke in Genf, Mailand und Paris zu sehen.
In den Jahren 1969 und 1970 dozierte er an mehreren West-Berliner Volkshochschulen im Fach „Bildnerisches Gestalten“ – darunter auch ein Kurs zur Pop Art, mit der Steiner sich bereits seit 1963 auch in seinem eigenen malerischen Werk auseinandergesetzt hatte.

### Hotel Steiner
Im Jahr 1970 eröffnete Steiner in der Albrecht-Achilles-Straße 58, unmittelbar am Kurfürstendamm das später legendär gewordene Hotel Steiner. Als Treffpunkt für internationale Künstle und Künstlerinnen wurde es mit dem New Yorker Chelsea-Hotel verglichen, dem Andy Warhols Filme zu Ruhm verholfen hatten. Deutsche Künstler wie Joseph Beuys und Arthur Køpcke, und insbesondere Steiners amerikanische Künstlerfreunde und -freundinnen fanden hier eine Unterkunft in einzigartig anregender Atmosphäre.

Die Künstlerin Lil Picard, eine langjährige Freundin Mike Steiners, schilderte die Atmosphäre des Hotels in einem Beitrag zu René Blocks 1971 erschienenem Katalog Szene Berlin wie folgt:
 „ein Home far away from Home und Anschluß [sic!] an den Geist der Gespräche, die sich in den Untergrund d´esprit ausdehnen, wenn z. B. Addi Köpcke und Tutti im roten Kleid von den Musen getrieben in Debatten schwelgen, die schon vor einem halben Jahrhundert im Café Voltaire in Zürich und im alten romanischen Café Berlins Künstler zu Dichtern machten. Das ewige Kunstgespräch setzt sich fort, sei es um ein Uhr nachts im Atelier oder schon um 16 Uhr nachmittags. Oft fängt der Tag um 14 Uhr mit opulentem Frühstück an. René Block schaut herein, Peter Hutchinson aus New York sitzt still, sanft und leise am Nebentisch, […] Durchreisestation: Berlin & Steiner Hotel. […]“
Durch die Bekanntschaft mit George Moorse und Gérard Vandenberg, die zu den ersten Dozenten der neu gegründeten Deutschen Film- und Fernsehakademie Berlin (DFFB) gehörten, kam Steiner Anfang der 70er Jahre über die Beschäftigung mit Tendenzen des Avantgardefilms zur Videokunst. Bereits in New York hatte er die Entwicklung des Experimentalfilms um Michael Snow und Andy Warhol interessiert verfolgt.
1972 entstanden erste Videoarbeiten zusammen mit Al Hansen, einem Freund aus der Fluxusbewegung, den Steiner während seiner Zeit in New York kennengelernt hatte.
1974 reiste er auf Einladung Allan Kaprows, einem Pionier der Happening- und der Fluxusbewegung, nach Florenz, um im Studio Art/Tapes/22 der Galeristin Maria Gloria Biccochi erste eigenständige Videoarbeiten zu realisieren. Steiner zweifelte zu diesem Zeitpunkt bereits vermehrt an der Malerei als künstlerisches Ausdrucksmittel. Steiners „Legitimationskrise die Malerei betreffend“ zeichnete sich bereits während seines Studiums ab und wurde durch die Eindrücke der New Yorker Kunstszene bestätigt. Während seines Aufenthalts verstärkten sich die Zweifel durch die zahlreichen Möglichkeiten, die ihm die Videokunst als Medium boten.
Nach dem Vorbild des Studios Art/Tapes/22 in Florenz gründet er noch im selben Jahr die Studiogalerie als ein unabhängiges internationales Forum für Video und Performance in der Ludwigkirchstraße 10 in Berlin.
Zudem erwarb Steiner sein erstes Videotape, der Kauf markiert den Beginn seiner später umfassenden Sammlung. Mike Steiner wurde damit – sowohl als Künstler wie auch als Sammler und Förderer – zu einem der ersten Verfechter der noch jungen Videokunst in der Bundesrepublik Deutschland.

### Studiogalerie
Mit der Gründung der Studiogalerie in der Ludwigkirchstraße im Jahr 1974 fokussierte sich Mike Steiner zunehmend auf die Videokunst. Der Galeriebetrieb hatte drei Schwerpunkte: 1. Die Videogalerie als Produktionsstätte für Video Art, 2. als Aktionsraum für Aktionskünste wie u. a. Happening und Fluxus und 3. als unabhängiger Ausstellungsort. Ursprünglich als „Künstler-Selbsthilfe-Projekt“ gegründet, wollte Steiner besonders die Videokunst in Berlin fördern. Steiner stellte den schaffenden Künstlern, wie der Gruppe INTERMEDIA, – nach dem Vorbild des florentinischen Studio Art/Tapes/22 – die teure Videoausrüstung (Kameras, Schneidetische etc.) zur Verfügung und bot ihnen zugleich die Möglichkeit, ihre Videoarbeiten zu präsentieren. Während in Köln der damalige Direktor des Kölnischen Kunstvereins Wulf Herzogenrath für die dortige Videoszene eintrat, fehlten solche Projekte in Berlin weitgehend.
Den zweiten Schwerpunkt der Galerie bildeten die Aktionskünste. Als Galerist bot Steiner Künstlern und Künstlerinnen wie Valie Export (I (beat [it]), 1978), Jochen Gerz (Griechische Stücke #8, Snake Hoods & Dragon‘s Dreams, 1977), Carolee Schneemann (Up to and including her Limits, 1976), Marina Abramović (Freeing the Body, 1976) – und damit der Feministischen Avantgarde der 70er Jahre – einen Aktionsraum.
In seiner Rolle als Galerist initiierte, plante und organisierte Steiner diese Aktionen mit – wie 1976 zusammen mit Ulay den inszenierten Kunstraub des Gemäldes „Der arme Poet“ aus der Berliner Neuen Nationalgalerie (Irritation – Da ist eine kriminelle Berührung in der Kunst (1976)). Zudem hielt er in seiner Rolle als Videokünstler in den meisten Fällen, wie bei Marina Abramovićs Performance Freeing the Body (1976), zugleich die Aktionen auch selbst mit der Videokamera fest. Durch seine Videodokumentationen hielt Steiner die vergänglichen und auf die Dauer ihrer Aufführung beschränkten Kunstereignisse fest. Als Produzent und Kameramann von bedeutenden Werken der Videokunst, wie bei Freeing the body (1976) und Irritation – Da ist eine Kriminelle Berührung in der Kunst (1976) zählte Steiner zu den wichtigsten Protagonisten der 1970er und 1980er Jahre.
Darüber hinaus war die Studiogalerie ein Ausstellungsort sowohl für die Stipendiaten und Stipendiatinnen des renommierten Berliner Künstlerprogramm (BKP) des Deutschen Akademischen Austauschdienstes (DAAD), als auch etliche internationale Kunstschaffende, die Steiner auf seinen Reisen kennengelernt hatte. Dabei erkannte Steiner wesentlich das Potenzial der Happening- und Fluxusbewegung. Ben Vautier und Allan Kaprow, Dorothy Iannone oder die Vertreterinnen des Wiener Aktionismus Valie Export, um nur einige Vertreter und Vertreterinnen aus dem näheren und entfernteren Umfeld von Fluxus zu nennen, waren als Gäste mit Aktionen vertreten.
Im Jahr 1979 zog die Studiogalerie in das Gebäude des Hotel Steiners in die Albrecht-Achilles-Straße 58 um. Das zur Einweihung veranstaltete Hotel Room Event, eine von Steiner und dem Fluxuskünstler Ben Vautier organisierte 36-Stunden-Live-Performance von 15 Künstlern und Künstlerinnen, ging in die Videogeschichte ein. 1981 wurde die Studiogalerie geschlossen.

### Irritation – Da ist eine kriminelle Berührung in der Kunst(1976) mit Ulay
Großes Aufsehen erregte die temporäre Entfernung des Spitzweg-Gemäldes Der arme Poet 1976 aus der Westberliner Neuen Nationalgalerie. Veranstalter der Aktion war die Studiogalerie Mike Steiner. Während Jörg-Schmid-Reitwein hinter der Kamera stand, produzierte Steiner zusammen mit Wilma Kottusch die Videodokumentation der Protestaktion, in der Ulay das berühmte Spitzweg-Gemälde stiehlt, es bei einer türkischen Arbeiterfamilie in Kreuzberg im Wohnzimmer aufhängte und anschließend zum Künstlerhaus Bethanien brachte, wo es dem Direktor der Nationalgalerie zurückgegeben wurde.
Die Kunstaktion wurde im Vorhinein in der Zeitschrift KUNSTFORUM angekündigt. Nach der Aktion wurde zudem eine Pressekonferenz in der Studiogalerie durch das intermedia art team, dem Ulay angehörte, abgehalten, in der die Pressevertreter und -vertreterinnen „offiziell“ über die Kunstaktion informiert wurden. Über die Studiogalerie wurde anschließend auch das Kunstvideo sowie eine Publikation, die die Dokumentation der Arbeit und die dazu gesammelten Pressestimmen umfasste, vertrieben. Der dabei produzierte Film Ulay: Irritation – da ist eine kriminelle Berührung in der Kunst (12. Dezember 1976) wurde im Rahmen der Berliner Filmfestspiele auf dem 6. Internationalen Forum des jungen Films gezeigt.
Steiner war 1976 erstmals verantwortlicher Kurator und Organisator des Videoprogramms der Kunstmesse ART Basel, auf der er auch in den folgenden Jahren Schwerpunkte seiner entstehenden Sammlung präsentierte. Zudem stellt er das Auswahlprogramm für das Festival Video Roma zusammen. Im gleichen Jahr kaufte das Historische Archiv der Biennale Venedig alle seine 1974 in Italien produzierten Videobänder.
Als Kenner der Performance- und Videokunst wurde Steiner im Laufe der Jahre immer wieder zu internationalen Vorträgen, Symposien und Jurorentätigkeiten eingeladen. Im Jahr 1979/80 begab er sich auf eine Vortragsreihe über Videokunst, die ihn über Europa hinaus wieder zurück in die USA führte.
Nach seinem Rückzug aus der Videokunst schloss Steiner im Jahr 1981 die Studiogalerie und verpflichtete sich danach vermehrt der Vermittlung von Kunst. So nahm er u. a. am Symposium International d'Art Performance in Lyon teil und wurde Jurymitglied für das renommierte Berliner Künstlerprogramm (BKP) des Deutschen Akademischen Austauschdienstes (DAAD) im Bereich Video und Performance. Für das Künstlerhaus Bethanien in Berlin übernahm Steiner außerdem die Konzeption und Zusammenstellung von ca. 50 Videobändern über Performance.
Steiner bediente sich im Laufe seines künstlerischen Schaffens vieler Medien und Techniken, so arbeitete er u. a. mit Super-8-Film, Fotografie, Copy Art, Dia-Serien, Minimal Art und Hard Edge. In den 80er Jahren verstärkte sich diese Phase des Experimentierens, was Steiners Suche nach einem geeigneten Ausdrucksmittel und dem Austesten der Grenzen künstlerischer Medien illustriert. Ein Beispiel für seine intermediale Arbeitsweise bietet die Werkreihe seiner sogenannten Painted Tapes, die als künstlerische Fusion von Videoaufnahmen und Malerei umschrieben werden kann.
1982 begleitete Steiner die deutsche Musikgruppe Tangerine Dream auf ihrer Tournee durch Australien mit seiner Videokamera. Aus dem entstandenen Filmmaterial produzierte er neben der audiovisuellen Dokumentation Ein Funkturm am Ayers-Rock auch das Video Mojave Plan (1993). Dieses, wie auch das ebenfalls produzierte Musikvideo Penumbras 3, zeigen eine Fortsetzung der Malerei mit elektronischen Mitteln und dienen als Beispiele für Steiners Painted Tapes. Für Mojave Plan und Penumbras 3 wurde auf dem Festival Video/Culture 1983 in Toronto als bestes unabhängig produziertes Musikvideo ausgezeichnet.
Ab 1983 arbeitete Mike Steiner an dem Fotozyklus Das Testbild als Readymade. 1984 ließ Steiner offiziell „Mike Steiner“ als seinen Künstlernamen eintragen.

### Videogalerie(TV-Format) 1985–1990
In Anlehnung an Gerry Schums visionäre Berliner Fernsehgalerie (ausgestrahlt in den Jahren 1968 und 1969) kreierte Steiner im Jahr 1985 im Berliner Kabel-Pilot-Projekt das Format Die Videogalerie. Dabei produzierte, moderierte und kommentierte Steiner bis 1990 zunächst wöchentlich, später monatlich über 120 Sendungen zum Thema Videokunst. In der Sendung wurden sowohl Arbeiten aus seiner Sammlung vorstellt, als auch zahlreiche Künstlerinterviews und Berichte von lokalen und internationalen Videoveranstaltungen gezeigt. Steiners und Schums Konzept blieben in Deutschland beispiellos und waren ihrer Zeit voraus.
Im Jahr 1987 produzierte Steiner das Video Der Glotzer als Hommage an den im Jahr zuvor verstorbenen Joseph Beuys. Die beiden Künstler kannten sich aus der gemeinsamen Zeit im Hotel Steiner und teilten eine visionäre und gleichzeitig immer auch kritische Einstellung zum herrschenden Kunstbegriff und seiner Entwicklung.
Ende der 80er Jahre engagierte sich Steiner wieder vermehrt in der Kunstvermittlung, indem er an Symposien teilnahm und Vorträge an Universitäten hielt. 1986 veranstaltete er eine Vortragsreihe über Video an der Deutschen Film- und Fernsehakademie Berlin (DFFB). Als weitere Beispiel lassen sich u. a. die Vorträge aus dem Jahr 1989, im Rahmen der Veranstaltung Schauplatz Museum (4.-15.1.1989) und „Die Sphäre der Kunst in elektronischen Bildern“ in der Zentraleinrichtung Audiovisuelle Medien (ZEAM) der Freien Universität Berlin, nennen.
Steiner unternahm zudem zahlreiche Reisen, wie beispielsweise 1985 nach Ägypten. Seine Reisen waren eine Inspirationsquelle für seine Fotografiearbeiten.

### Berlin Videound Sammlung Mike Steiner
Über seine Tätigkeit als Videokünstler, Galerist und Initiator von Performances und Videoproduktionen hinaus, begann Mike Steiner in den 70er Jahren Videokunst zu sammeln. Sein erstes Videotape Objekt zur teilweisen Verdeckung einer Videoszene von Reiner Ruthenbeck erwarb er 1974.
1991 organisierte Steiner im Rahmen der Ausstellung Interferenzen: Kunst aus Westberlin 1960 - 1990 in Riga das zehnteilige Videoprogramm Berlin Video und den dazu erschienenen Katalog, die erstmals einen Einblick in seine umfangreiche Sammlung gaben. Steiner stellte für diesen Anlass das Tape Berlin-Fluxus zusammen, in dessen Zentrum eine Aufzeichnung eines Interviews mit Emmett Williams, das die Journalistin Sabine B. Vogel 1991 in Steiners Studiogalerie hielt, stand.
Im Jahr 1994 zeigte die Neue Gesellschaft für bildende Kunst (NGBK) in Berlin in der umfassenden Einzelausstellung Steiner Art Tapes Mike Steiners Videosammlung, 1999 vermachte Steiner seine Videosammlung der Stiftung Preußischer Kulturbesitz. Die Sammlung umfasst u. a. (frühe) Videoaufnahmen von Ulay, Marina Abramović, Valie Export, Jochen Gerz, Richard Serra, Bill Viola, George Maciunas, Allan Kaprow, Gary Hill und Nam June Paik. Sie befindet sich seither im Hamburger Bahnhof – Nationalgalerie der Gegenwart.
In der großformatigen Einzelausstellung Mike Steiner – Color Works würdigte die Hamburger Bahnhof – Nationalgalerie der Gegenwart im Jahr 1999 Steiners künstlerisches Vermächtnis besonders in Bezug auf sein stets gattungsübergreifenden Denken in der Malerei und seiner Arbeit als Pionier der Videokunst.
Im Jahr 2011 präsentierte die Ausstellung Live to Tape im Hamburger Bahnhof einige Videos der geschenkten Sammlung.
Ein Großteil der Sammlung ist bis heute leider nicht digitalisiert und damit der Öffentlichkeit noch nicht zugänglich.
2006 erlitt Mike Steiner einen Schlaganfall, nach welchem er sich weitgehend aus der Öffentlichkeit zurückzog. Danach arbeitete weiterhin in seinem Berliner Atelier. Seit 2000 hatte Steiner sich hauptsächlich der abstrakten Malerei zugewandt. In seinen letzten Jahren fertigte er zudem Stoffarbeiten an. Mike Steiner starb am 3. Januar 2012 in Berlin.

## Ausstellungen (Auswahl)
- 1959, 1963–1965: Ausstellungshallen am Funkturm, Berlin: Große Berliner Kunstausstellung
- 1960: Rathaus Kreuzberg, Berlin: Kreuzberger Künstlergruppen
- 1962: Ausstellungshallen am Funkturm, Berlin, Juryfreie Kunstausstellung Berlin
- 1962: Rathaus Kreuzberg, Berlin: Grafik 62
- 1963: VHS Galerie, Volkshochschule Velbert: Claus-Michel Steiner. Aquarelle, Gouachen&Ölbilder (Einzelausstellung)
- 1963: Stadthalle Wolfsburg: Junge Stadt sieht junge Kunst
- 1964: Blue Note Gallery, Berlin: Claus-Michel Steiner (Einzelausstellung)
- 1967: Genf, Mailand, Paris: Jeunes Peintres de Berlin
- 1968: Haus am Waldsee, Berlin; Schloss Morsbroich, Städtisches Museum Leverkusen; Schloss Wolfsburg, Kunstverein Wolfsburg e. V.: Ornamentale Tendenzen in der zeitgenössischen Malerei
- 1968: Gartenterrasse, Europa-Center, Galerie Hammer, Berlin: Berliner Bauwochen `68. Kunst im Stadtbild
- 1971: Staatliche Kunsthalle Baden-Baden, Junge Kunst 1971 Baden-Baden. Gruppenarbeiten
- 1971, 1973: Ausstellungshallen am Funkturm, Berlin: Freie Berliner Kunstausstellung 1971
- 1975: Galerie sec., Berlin: Mike Steiner: Neue Arbeite + Video (Einzelausstellung)
- 1981: Kunst am Bau – TUB (Technische Universität Berlin)
- 1984: Kleine Orangerie im Schloss Charlottenburg, Berlin; 4. Sommerausstellung des Kunstamts Charlottenburg: Vilm Collage Installation (Einzelausstellung)
- 1985: Echnaton-Galerie, Kairo: Charlottenburger Künstler in Ägypten
- 1985: Förtsch Galerie, Berlin: Ägypten Tapes – Vilm/Tesafilm
- 1986: Neue Nationalgalerie, Staatliche Museen zu Berlin: 1945 – 1985 – Kunst in der Bundesrepublik Deutschland
- 1987: Warschau: ETC. International Seminar on the Arts
- 1988: Seoul, Korea (Einzelausstellung)
- 1989: Künstlerhaus Bethanien, Berlin: Momente des Lichts. 163 Jahre Fotografie
- 1990: Senatsverwaltung für Gesundheit und Soziales, Technologie- und Innovationspark Berlin: Malerei – Grafik und Installationen. 40 Jahre Künstlerförderung
- 1990: A&O Galerie, Berlin: Mike Steiner: polastrips (Einzelausstellung)
- 1991: Galerie Neue Räume H.A. Springfeld, Berlin: Stilles Fenster/Fensterinstallationen (Einzelausstellung)
- 1994: Neue Gesellschaft für bildende Kunst (NGBK), Berlin: Steiner Art Tapes (Einzelausstellung)
- 1997: Gasometer, Oberhausen: Der Traum vom Sehen
- 1999: Nationalgalerie im Hamburger Bahnhof – Museum für Gegenwart, Staatliche Museen zu Berlin: COLOR WORKS 1995 - 1998 (Einzelausstellung)
- 2001: Galerie Dittmar, Berlin: Mike Steiner (Einzelausstellung)
- 2002: J.J. Brookings Gallery, San Francisco: Mike Steiner. Paintings (Einzelausstellung)
- 2002: Kulturforum Alte Schwimmhalle, 32. Sommerausstellung des Schloss Plön: Wege zur Abstraktion I
- 2004: Galerie Dittmar, Berlin: Form, Farbe, Fläche (Einzelausstellung); Mike Steiner. Neue Bilder (Einzelausstellung)
- 2005: Radkunst Galerie, Berlin: Mike Steiner. Bilder aus zehn Jahren (Einzelausstellung)
- 2006: Berliner Galeriestandorten von Finearts con.tra (La Dengalerie Mitte und Salongalerie Charlottenburg): Mike Steiner – Zufälligkeiten, Malerei (Einzelausstellung)
- 2011/12: Nationalgalerie im Hamburger Bahnhof – Museum für Gegenwart, Staatliche Museen zu Berlin: Live to Tape. Die Sammlung Mike Steiner im Hamburger Bahnhof (Einzelausstellung)
- 2013: DNA Galerie, Berlin: Mike Steiner (Einzelausstellung)
- 2014: DNA Galerie, Berlin: Forever!
- 2015: DNA Galerie, Berlin: SHOOT: About Performance
- 2015: Altes Postfuhramt West, Berlin: Macrocosmi – Ordnungen anderer Art
- 2015: Werkstattgalerie, Berlin: Transitions
- 2017: Daimler Contemporary Berlin: Serielle Formationen. 1967/2017. Re-Inszenierung der ersten deutschen Ausstellung internationaler minimalistischer Tendenzen
- 2019: DNA Galerie, Berlin: IRRITATION (Einzelausstellung)
- 2023: GALVANO ART GALLERY, Leipzig: AUGENFUTTER BILDERFRESSER - from tape to paint l VIDEO, PHOTOS and PAINTINGS (Einzelausstellung)